# Paradiexia
Paradiexia is een kevergeslacht uit de familie van de boktorren (Cerambycidae). De wetenschappelijke naam van het geslacht werd voor het eerst geldig gepubliceerd in 1923 door Heller.

## Soorten
Paradiexia is monotypisch en omvat slechts de volgende soort:
- Paradiexia pellita Heller, 1923